# البويضة (إربد)
البويضة بلدة أردنية تقع أقصى الشرق من مدينة إربد بالقرب من مدينة المفرق ومدينة الرمثا، وهي بلدة حديثة نسبياً، تقوم فوق أراضٍ منبسطة ومتموجة شمال الأردن وتقع في سهل حوران الخصب بالقرب من سوريا، ترتفع في المتوسط حوالي 650 متراً فوق سطح البحر. تصل مساحتها ضمن التنظيم إلى 14 كم مربع بينما المساحات الزراعية التي خارج التنظيم فهي شاسعة، ومناخها امتداد لمناخ البحر الأبيض المتوسط، مع تميّزه بطابع الجفاف النسبيّ، كون المنطقة واقعة في المنطقة الصحراوية. مما يجعله قريباً من المناخ الصحراوي

سد بلدة البويضة عام 2012

سد البويضة خلال شتاء عام 2014

## التسمية
ان تسمية البلدة غير محدد على وجه اليقين لكن كما يروي الكبار في العمر وأوائل ساكنيها انها كانت تسمى تل البياض لوجود تلة بيضاء اللون، وقيل بسبب تربتها البيضاء المختلفة عن باقي المناطق حولها مثل تربة الرمثا أو المفرق إذ تقع البلدة في المنتصف بين المحافظتين.

## الموقع
تقع البلدة في منطقة متوسطة على الطريق الواصل بين إربد ومحافظة المفرق حيث تبعد عن إربد 20 كيلومتر تقريبا وعن المفرق 25 كيلومتر تقريبا من جهة الشرق قرى المفرق الغربية اما من الغرب فأقرب ما لها هي منطقة ام العِظام التي تم ظمها للبلدة لاحقا ومزارع الطبّاع (والتي لم تعد موجودة حاليا). وإلى الغرب يقوم مصنع البيبسي أيضا تقع بعده مدينة الحسن الصناعية والتي توفر بعض فرص العمل لأبناء البلدة.

## تاريخ البلدة ونشأتها
يصل عمر البلدة وتمركز اهلها للعيش بها إلى ما قبل العام 1900 ميلادية حيث بدأت بالسكان الذين استقروا على الطريق الواصل بين إربد والمفرق والذي يتفرع بعد المفرق إلى العراق وإلى الحجاز
- المجلس القروي.
- المجلس المحلي منذ عام 1988
- الانضمام لبدلية الرمثا الجديدة. منذ عام 2000 بعد دمج البلديات

## معالم البلدة

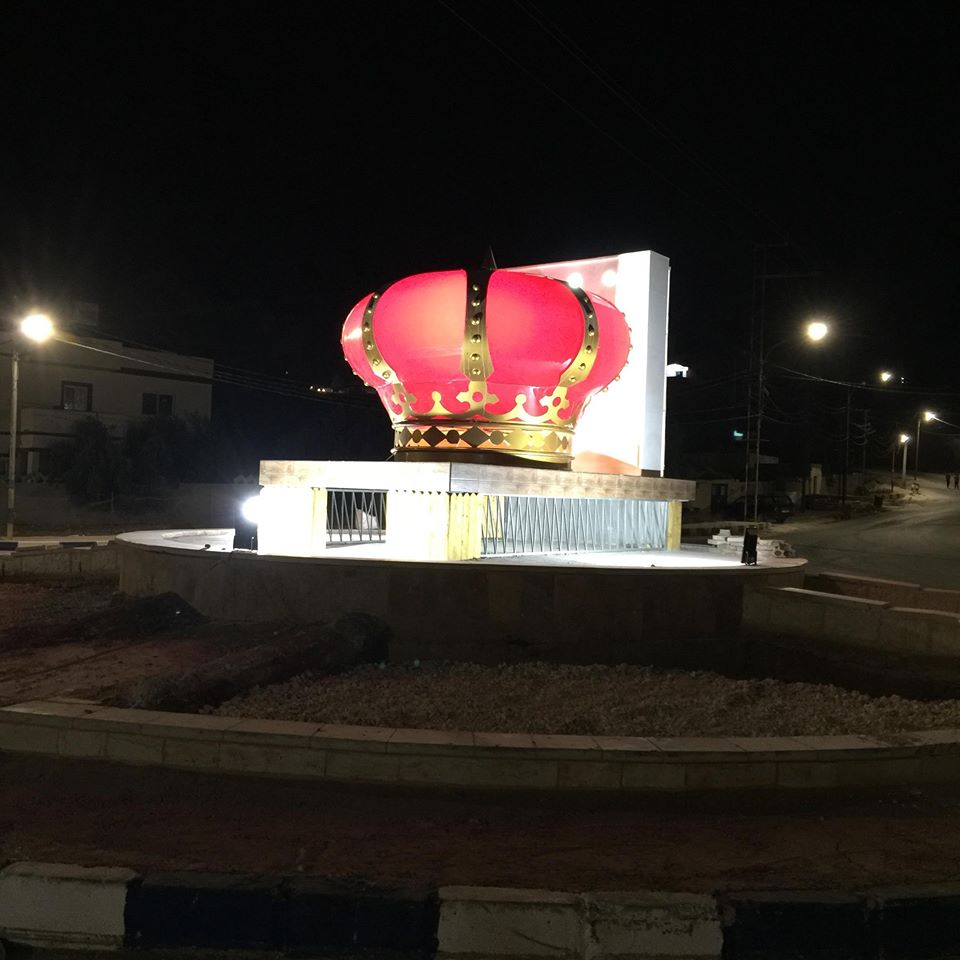
دوار الشهيد معاذ الكساسبة بعد تجديدة عام 2018

- جبل بركات والجبال المحيطة: وهي سلسلة جبلية من شرق البلدة تفصلها عن المناطق المحيطة
- الشارع الرئيس الذي يشهد حركة تجارية جيدة ووجود محلات تجارية وحركة نقل الذي ويشكل الشارع قلب البلدة ونبظها [1]
- سد البويضة: والذي تم انشائه في الستينات من القرن العشرين، بهدف توفير مياه شرب للماشية وتحسين الوضع الزراعي، واستغلال مياه الأمطار، وقد تم عمل توسعة للسد عام 1994 بحضور ولي العهد الأمير حسن بن طلال. ويوفرالسد حالي متنفس لبعض العائلات وايضا تلطيف الجو في المنطقة.
- منطقة البستان
- دوار معاذ الكساسبة: تم إطلاق اسم دوار معاذ الكساسبة على دوار البلدة عند مدخلها تكريما لاسم الشهيد معاذ الكساسبة [2]

## السكان والعشائر

سد البويضة بعد التجديد عام 2021

بحسب احصائية عام 2020 بلغ عدد سكان البويضة من الذكور 6205 والإناث 6037 وبلغ مجموع سكانها الكلي 12242 بينما بلغ عدد الاسر في البلدة 2400 اسرة. يصل عدد سكّان البلدة إلى أحد عشر الفا تقريبا  اغلبهم من الشباب حيث يشكلون نسبة عالية من أبنائها.

## الموقع الاستراتيجي

### مضافات العشائر
في البلدة العديد من دواوين ومضافات العشائر
- ديوان آل الشطناوي (1998)
- ديواني آل مياس (2005)
- ديوان آل الجراروة (العبد اللطيف والياسين)،
- وديوان آل الجراروة العقلة (العوض والعبد الرحمن والعلي) [4][5] 2001
- ديوان آل الجهماني (2016)
- ديوان آل البطة 2016
- ديوان بني خالد (2016)
- ديوان الشرعة (2020)

## الخدمات

### المدارس
يوجد بالبويضة عدة مدارس حكومية وهي
- مدرسة البويضة الثانوية للبنين

صورة للبلدة من اعلى جبل بركات

- مدرسة البويضة الثانوية الشاملة للبنات
- مدرسة الكرامة المختلطة
- مدرسة السد المختلطة والتي تم إنشاءها لكثرة عدد الطلبة من منطقة السد والذي وبُعد المسافة على الطلبة

اما التعليم الخاص فيوجد فيها:
- مدرسة وروضة البرائة
- مدرسة الغيث النموذجية واتلي يتبعها روضة الفلك لصاحبها أسامة مياس

### المساجد

مسجد محمد بن عبدالله في حي المركز الصحي في بلدة البويضة

- مسجد عبد الله بن عمر بن الخطاب وهو اقدم مساجد البلدة ويرتبط بذاكرة الجميع اسم إمام المسجد أبو زكريا المقدادي ثم الشيخ أبو فخري المياس ثم الشيخ نواف الجراروه
- مسجد علي بن أبي طالب (تأسس عام 1983) وهو المسجد الذي كان تقام به صلاة الجمعة لوحده لفترة طويلة وخطيبه الأول كان الشيخ أبو النور. ثم بعده الشيخ وجيه مياس
- مسجد زيد بن ثابت على الشارع الرئيسي والمعروف بمسجد فهد.
- مسجد إبراهيم الخليل بجانب المقبرة
- مسجد (هارون الرشيد) في منطقة السد
- مسجد (رقيه بنت الرسول في الحارة الشرقية.
- مسجد حارة الهملان.
- مسجد مفلح المياس
- مسجد النبي محمد بن عبدالله في حي المركز الصحي.

### أخرى
تتوفر في البلدة وبسبب مرور الشارع الرئيسي فيها الذي يصل من المفرق إلى اربد والذي يشهد حركة نقل نشطة العديد من الخدمات التجارية والتصنيعية والمجتمعية والتي تفيد البلدة وأبناءها وايصا القرى التي حولها، من تلك الخدمات:
- وجود صيدليتين: صيدلية الحارث وصيدلية البويضة
- ثلاثة مخابز تخدم عدة مناطق حيث يأتي المشترين للخبز من القرى المجاورة يوميا
- محلات الخضار المتعددة والبقالات التجارية المتعددة
- عدة محلات لمواد البناء منها الجمّال والخشّان، ومحلين لصناعة الالمنيوم منها البعلاوي للالمنيوم
- عدة محلات تجارية متها النغم والجهماني والسوق الاستهلاكي العسكري.
- محطة وقود الجراروة
- قرب مدينة الحسن الصناعية التي توفر بعض فرص العمل لأبناء البلدة والمناطق المحيطة بها

جانب من الشارع الرئيسي للبلدة

## منظمات المجتمع المدني في البلدة
- جمعية البويضة الخيرية
- جمعية البويضة لرعاية ذوي الاحتياجات الخاصة
- الجمعية التعاونية الزراعية
- جمعية المتقاعدين العسكريين والتي يتبع لها سوق البويضة العسكري
- جمعية بيسان التعاونية، ويراسها السيد أسامة مياس
- مركز شباب البويضة
- جمعية البويضة لرعاية الايتام ومساعدة ذوي الاعاقات ويرأسها السيد نهار مياس

### جمعية البويضة الخيرية
تأسست جمعية البويضة الخيرية في بلدة البويضة عام 1981 وتم عمل بناء مستقل لها عام 2013 على الشارع العام قريبا من بلدية البويضة وقبل ذلك كانت في مبنى مستأجر. تعمل الجمعية على خدمة أهالي البلدة ومساعدتهم وتضم روضة للاطفال. تعاقب على رئاسة الجمعية منذ تأسيسها عام 1981م كل من: أنور كريم محمد الجراروة (1981-2001)، جميل سالم عبد اللطيف الجراروة (2001-2007)، نهار حسين نهار المياس (2007-2009)، بلال حسن خضر الجراروة (2009-الأن).

### جمعية البويضة لرعاية ذوي الاحتياجات الخاصة
تأسست جمعية البويضة لرعاية ذوي الاحتياجات الخاصة عام 2010 حيث كان مؤسسها الاستاذ الفنان أحمد شطناوي في البداية عام 2010 ثم الاستاذ فخري مياس ثم الشيخ وجيه محمود مياس امام مسجد علي بن أبي طالب  2013، ثم الشيخ محمد علي مياس 2016. وفي عام 2017 تم استحداث مركز مكاني، وهو مركز تابع لمؤسسة نهر الأردن وممول من منظمة اليونيسيف، ويعتبر هذا المركز أحد المشاريع التابعة للجمعية والممولة من اليونيسيف. ويضم كادر عمل مكون من 16 شخص بإدارة رئيس الجمعية محمد علي مياس، حيث يوفر المركز مساحات صديقة للاطفال في المنطقة من خدمات دعم التعليم والمهارات الحياتية وحماية الطفل، بالإضافة لعمل مبادرات تطوعية في المنطقة وعرض بعض المحاضرات في المواضيع التي يختص بها والامسيات الشعرية

### جمعية المتقاعدين العسكريين

شعار الجمعية

تأسست جمعية المتقاعدين العسكريين عام 2008 ويتبع لها سوق البويضة العسكري ويرأس الجمعية منذ تأسيسها العقيد المتقاعد حسين كايد الجراروة

### جمعية البويضة لرعاية الايتام ومساعدة ذوي الاعاقات
تأسست الجمعية عام 2013 ويرأسها السيد نهار مياس وتهدف لمساعدة الفقراء والايتام والمحتاجين وذوي الاحتياجات الخاصة بالسبل المتاحة.

### مركز البويضة القرآني
تم تطوير شعبة عمر الفاروق التابعة لمركز أبو دجانة القراني إلى مركز عمر الفاروق ثم تم تغيير اسمه لمركز البويضة القرآني، وضع حجر الاساس للمبنى الخاص للمركز عام 2013 [بحاجة لمصدر]، وتم الانتهاء من بناء المركز عام 22015 ويرأس المركز الشيخ صالح حسن البعلاوي. يهدف المركز إلى تدريس القران الكريم وتحفيظه لطلبة والطالبات باختلاف اعمارهم ممن نالوا الإجازة في تحفيظ القران الكريم ويتم استخدام منهاج المنير الصادر من جمعية المحافظة على القرآن الكريم في الأردن.

## البويضة في الشعر
قصيدة للشاعر الدكتور خالد فهد مياس عن بلدة البويضة بعنوان سلام للبويضة

## الاحتياجات
- تعاني البلدة من تدني فرص التوظيف لأبنائها وخاصة المتعلمين على الرغم من ارتفاع نسبة الدارسين بالجامعات
- عدم وجود نادي رياضي للبلدة حيث لم يتم تأسيس ناد لها حتى الآن [8] لاسباب متعددة.
- ولا يتوفر للبلدة خدمات الصرف الصحي أيضا وايضاً مشكلة المركز الصحي الأولي في البلدة حيث تتم المطالبة بترفيعه لمركز صحي شامل وذلك لحاجة البلدة لذلك.[9]
- اكتضاض الغرف الصفية بالمدارس والتسرب من المدارس
- المطالبة بفك الدمج لبلدية البويضة مع الرمثا وزيادة عدد أعضاء المجلس البلدي من منطقة البويضة والاهتمام بالشوارع والإنارة [10]
- تأسيس نادي رياضي وثقافي للبلدة لاستغلال المواهب الرياضية والمبدعين
- عدم وجود أي فرع لاي بنك أو أي صراف الي واقرب صراف آلي هو في مدينة الحسن الصناعية التي تبعد تقريبا 10 كم
- وجود العديد من المطبات والبنية السيئء للشوارع بشكل عام

## أيام في ذاكرة البلدة
- زيارة الأمير الحسن بن طلال عام 1994 لافتتاح توسعة سد البويضة.
- زيارة الاميرة عالية الطباع 2014
- زيارة الملكة رانيا العبد الله
- زيارة الأمير الحسين بن عبد الله الثاني 2015 [11]

## معرض الصور

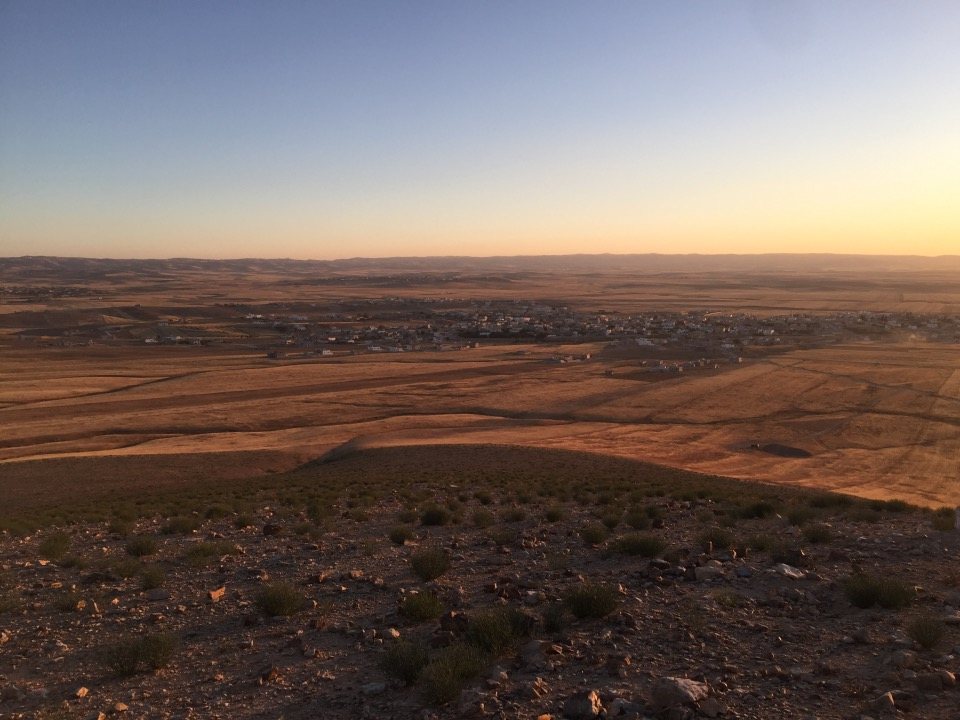
من اعلى جبل بركات
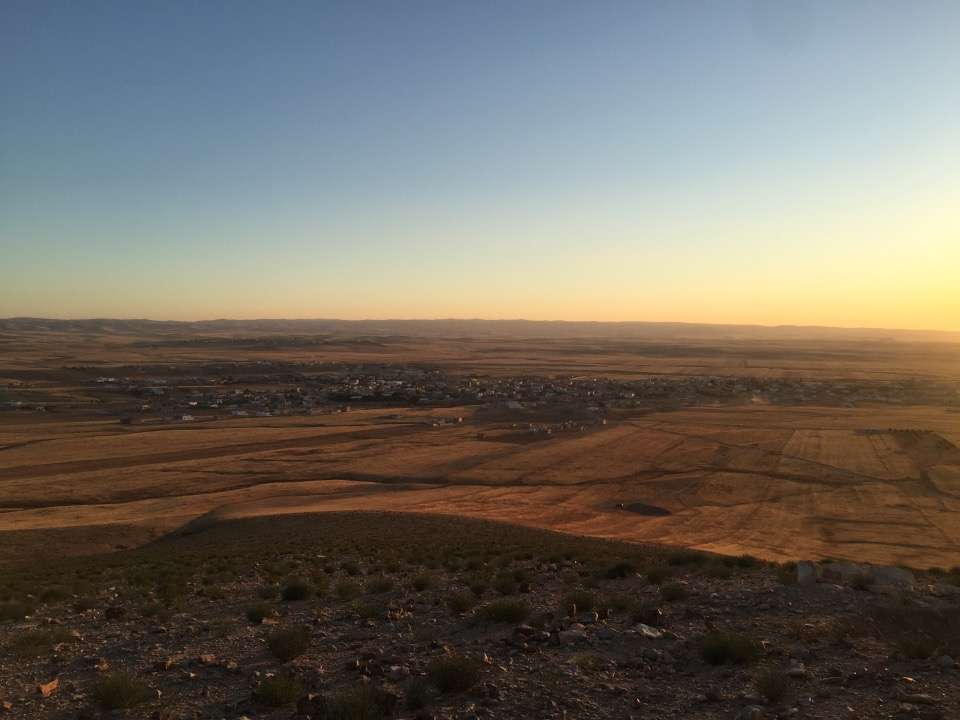
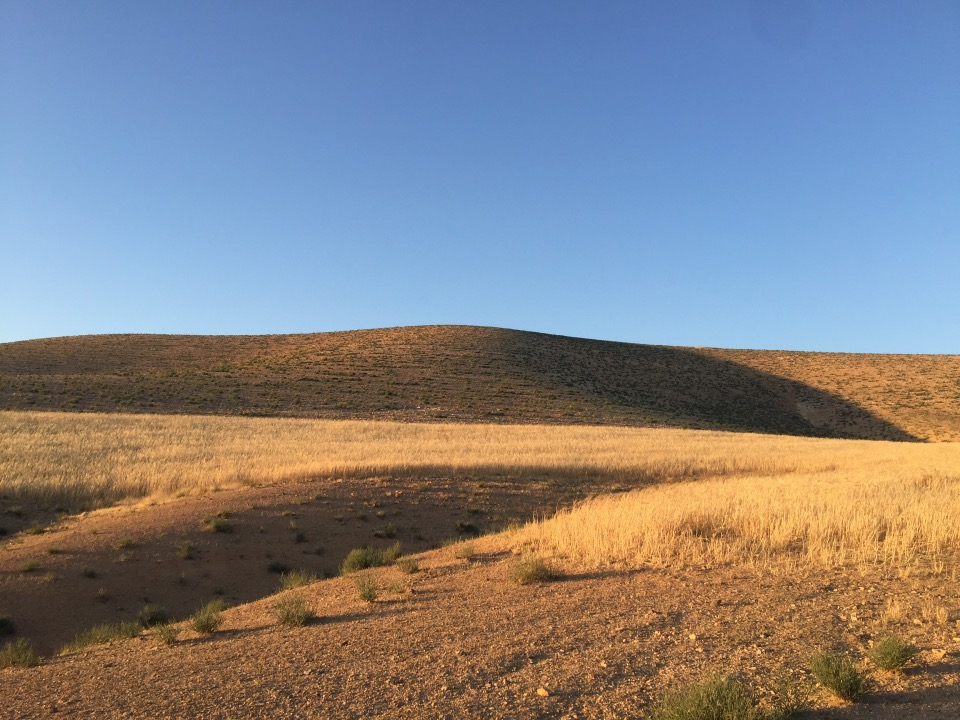
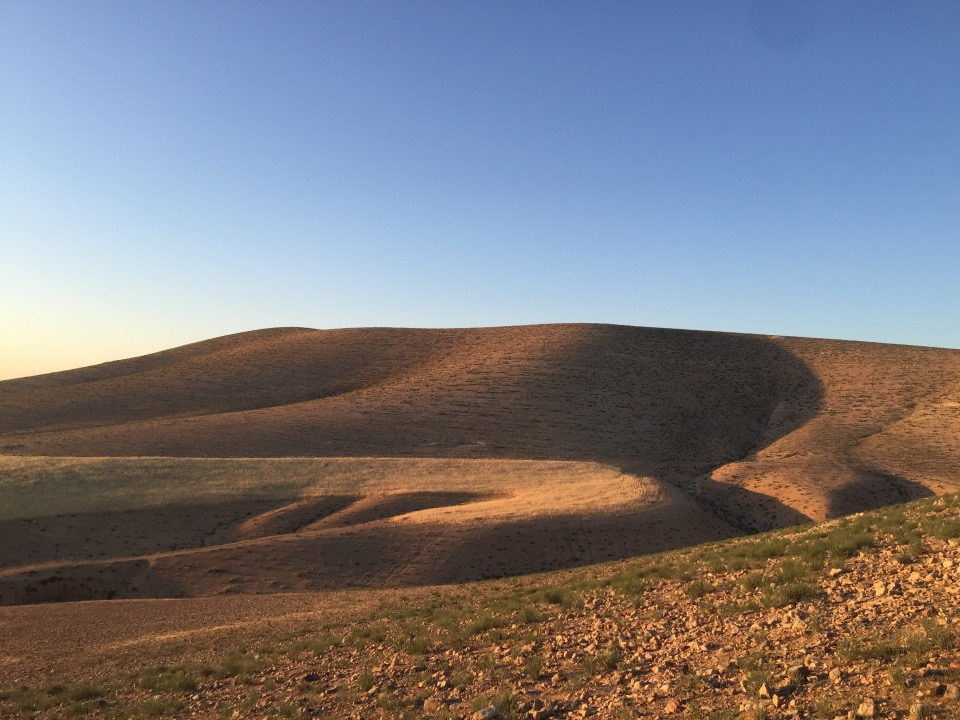
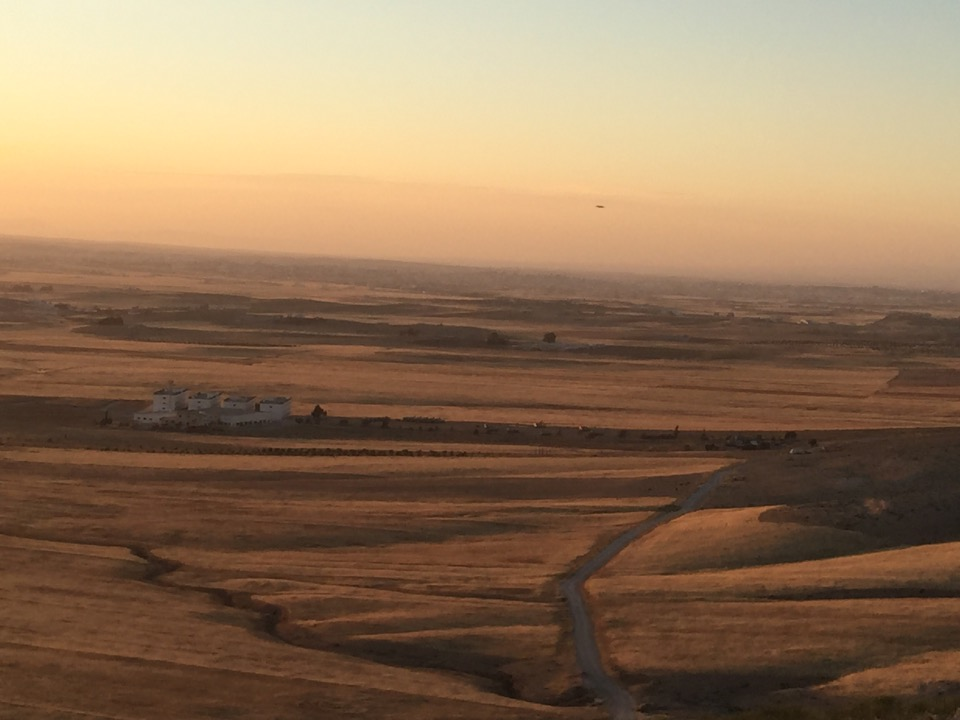
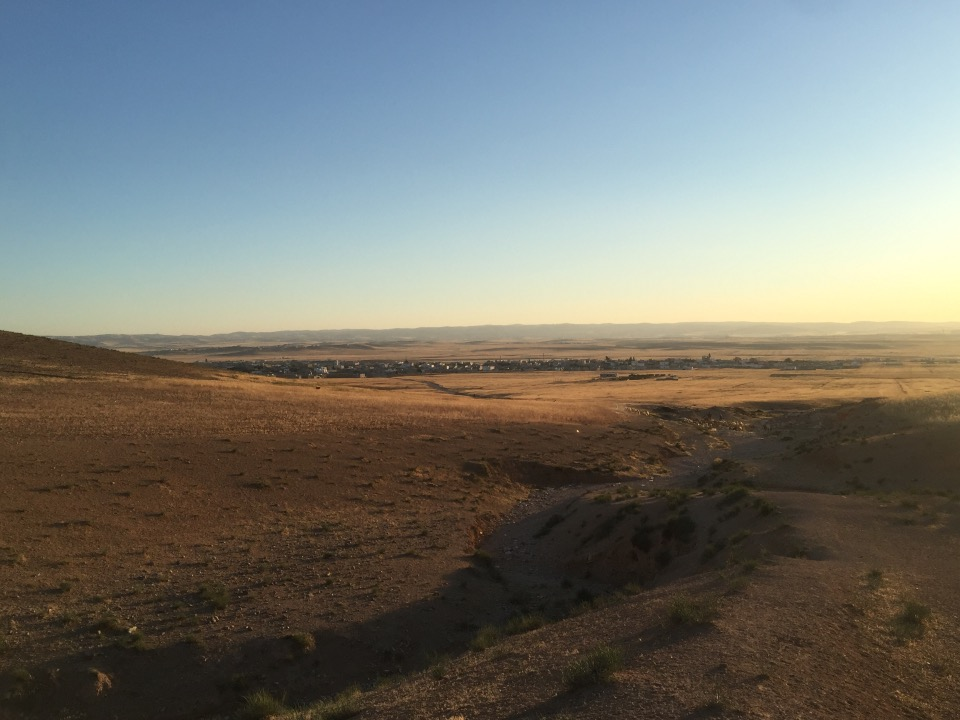
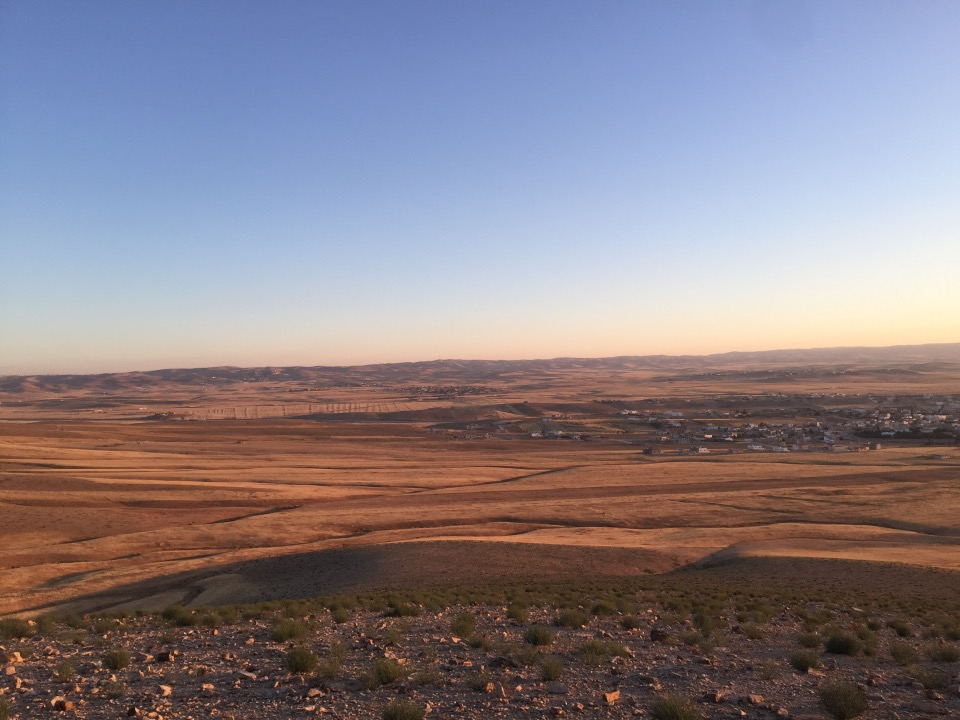
جانب من الشارع الرئيسي للبلدة
الربيع في البلدة
سد البويضة خلال شتاء 2014
سد بلدة البويضة عام 2012
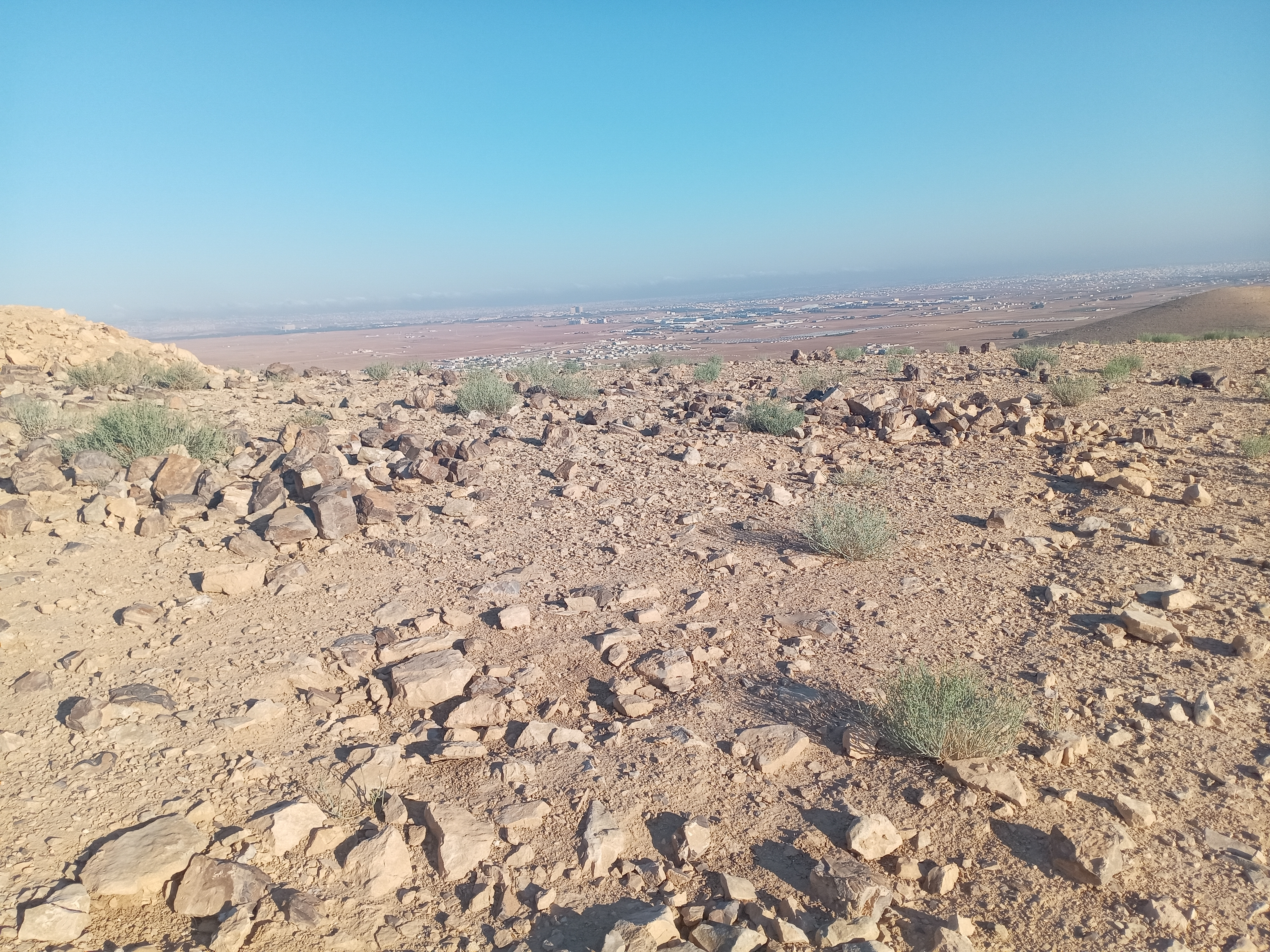
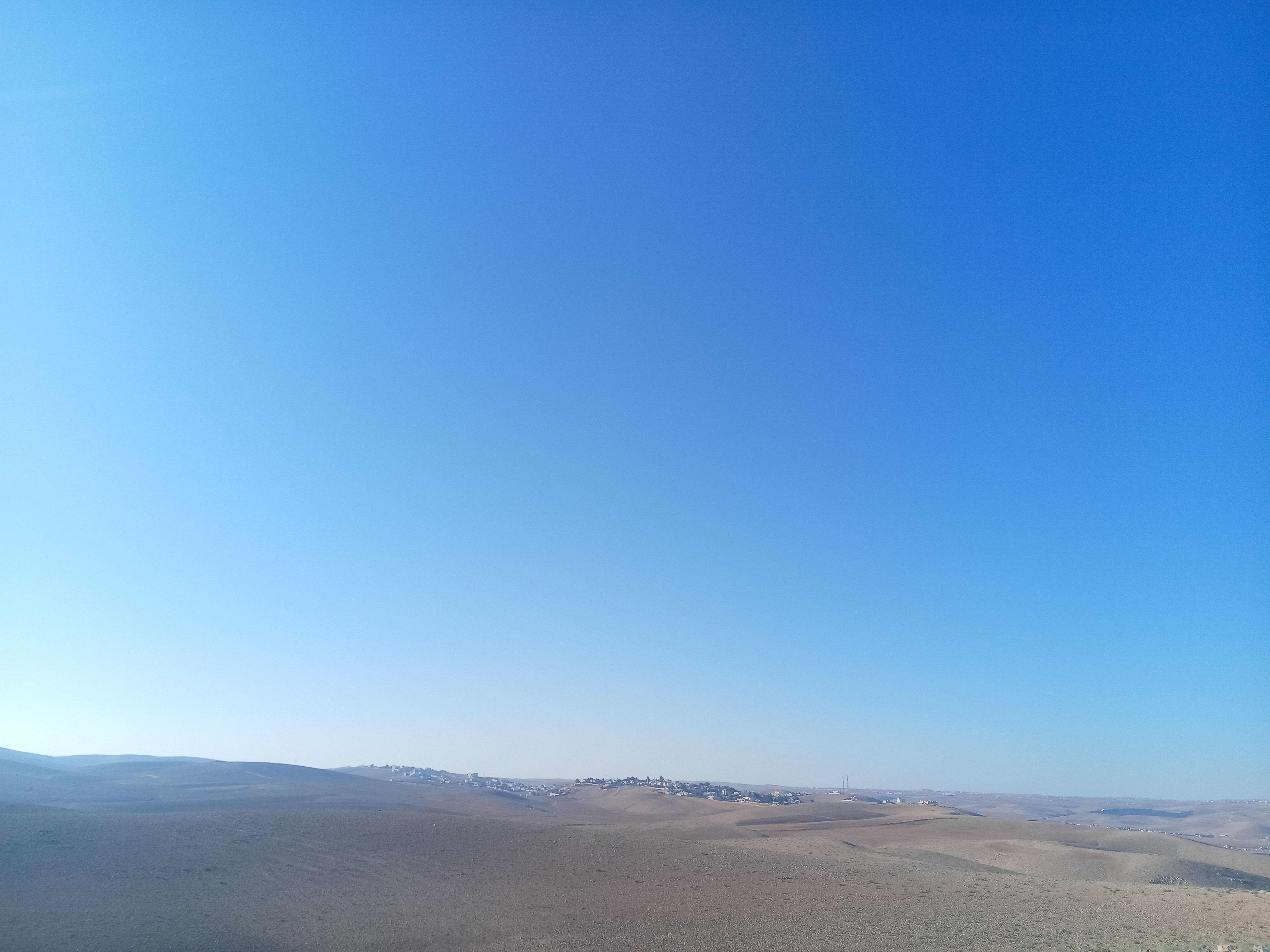
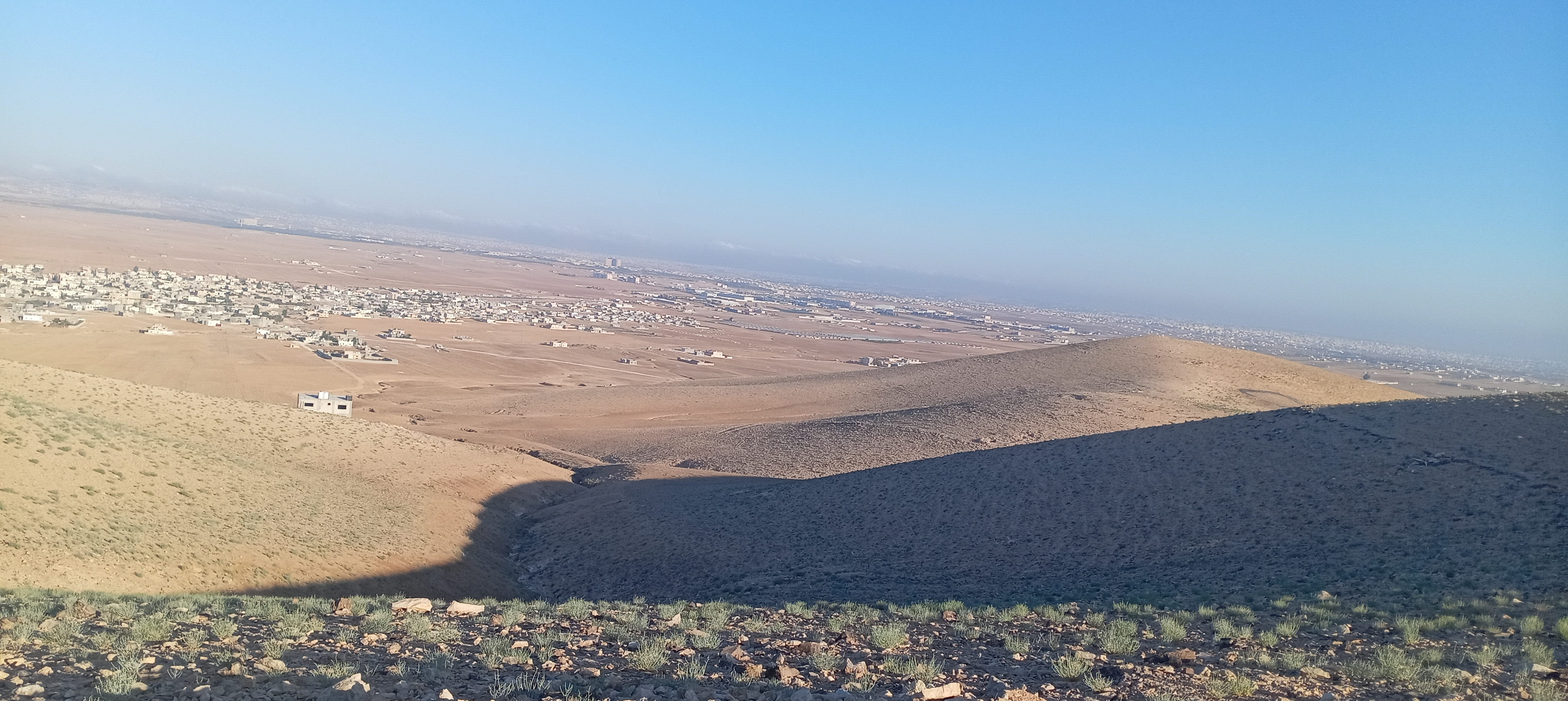
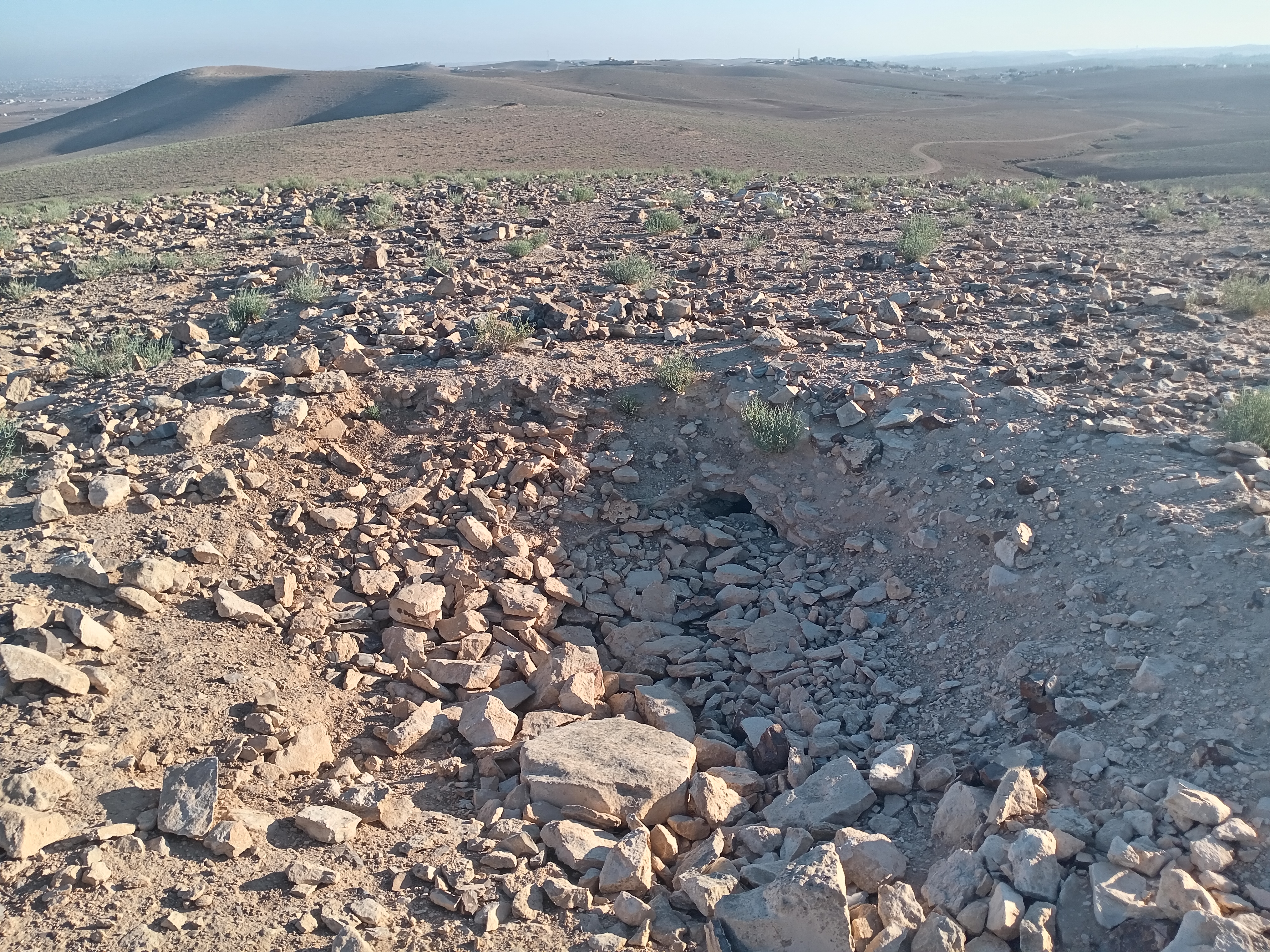
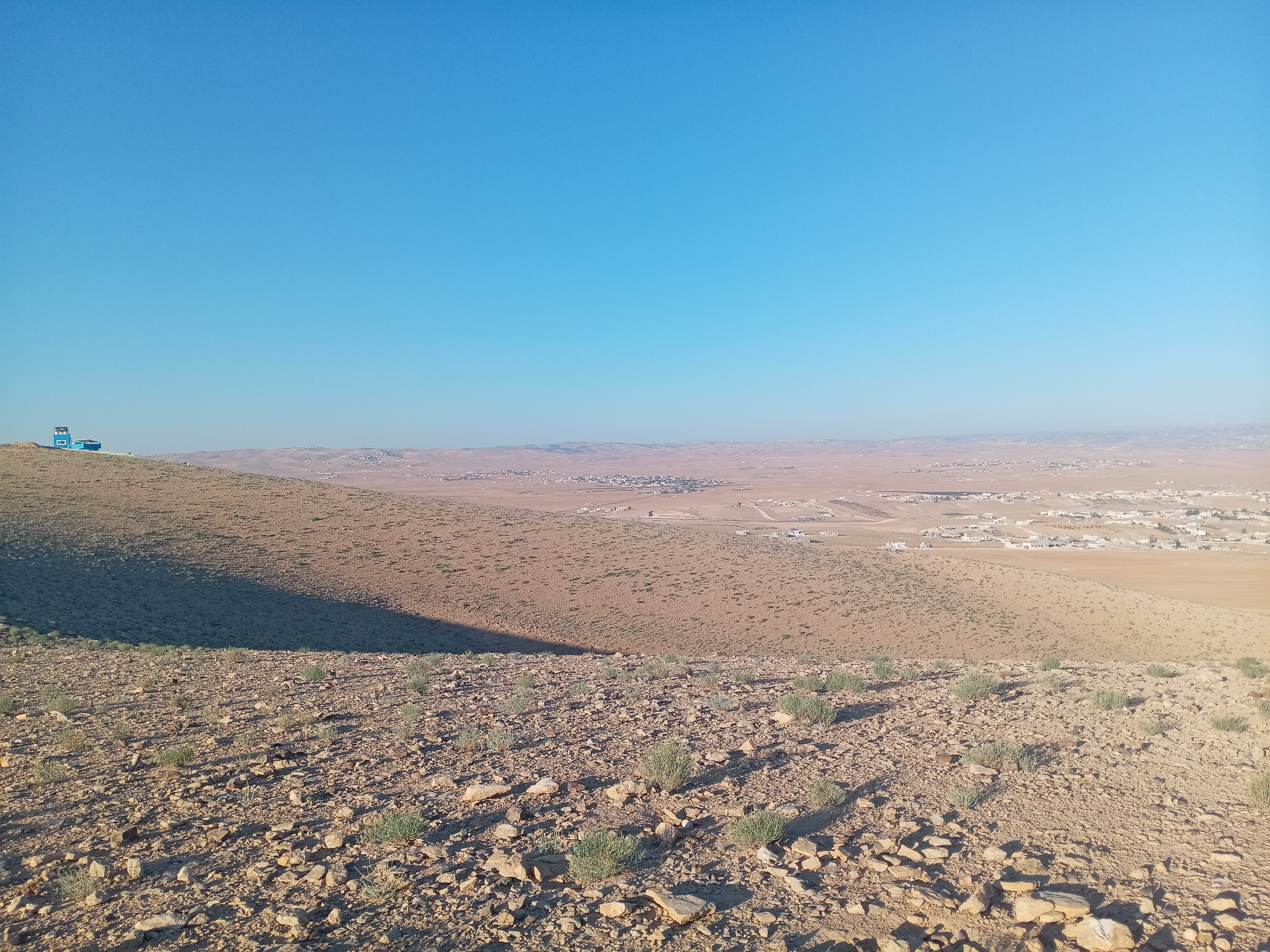
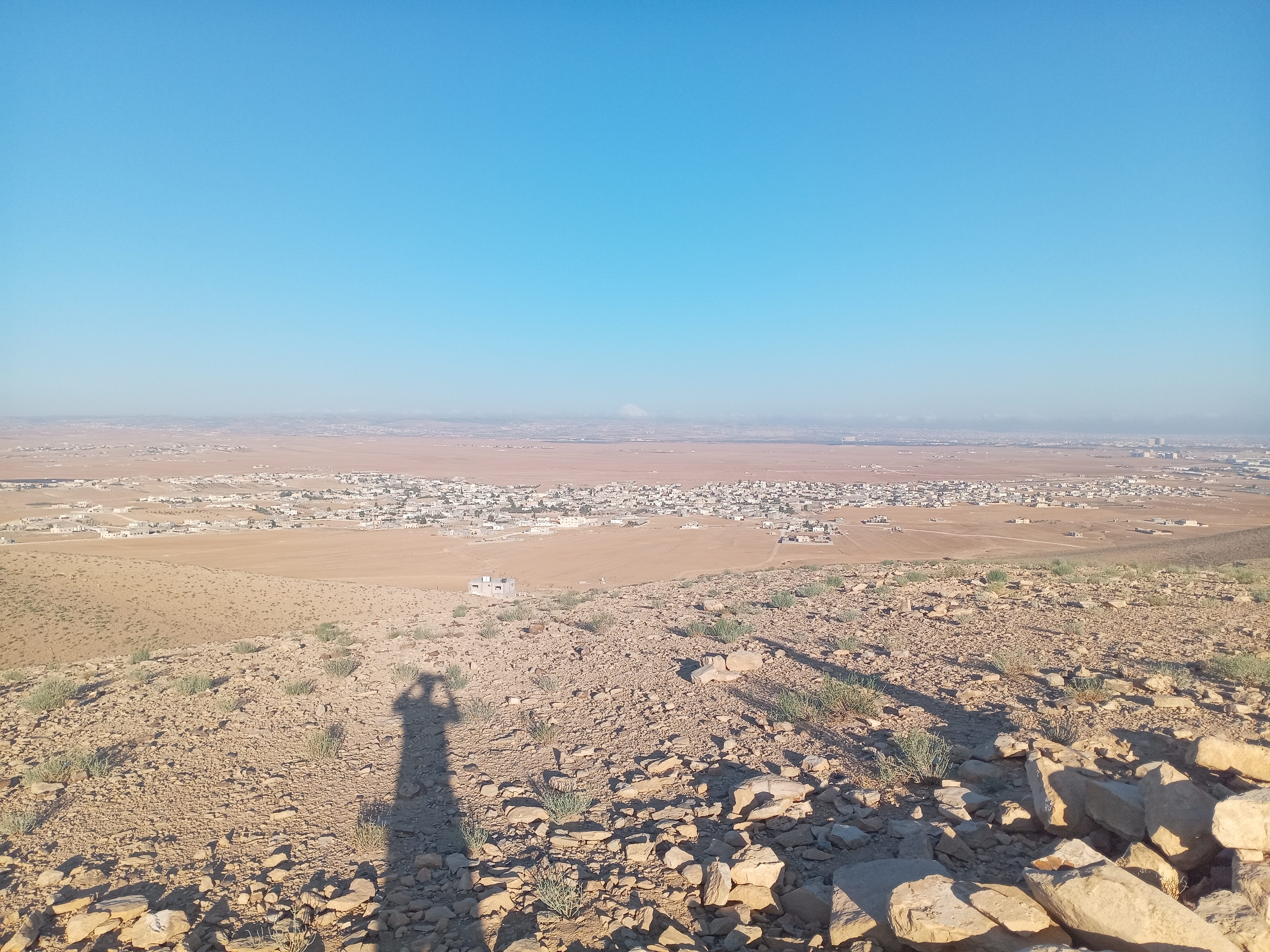
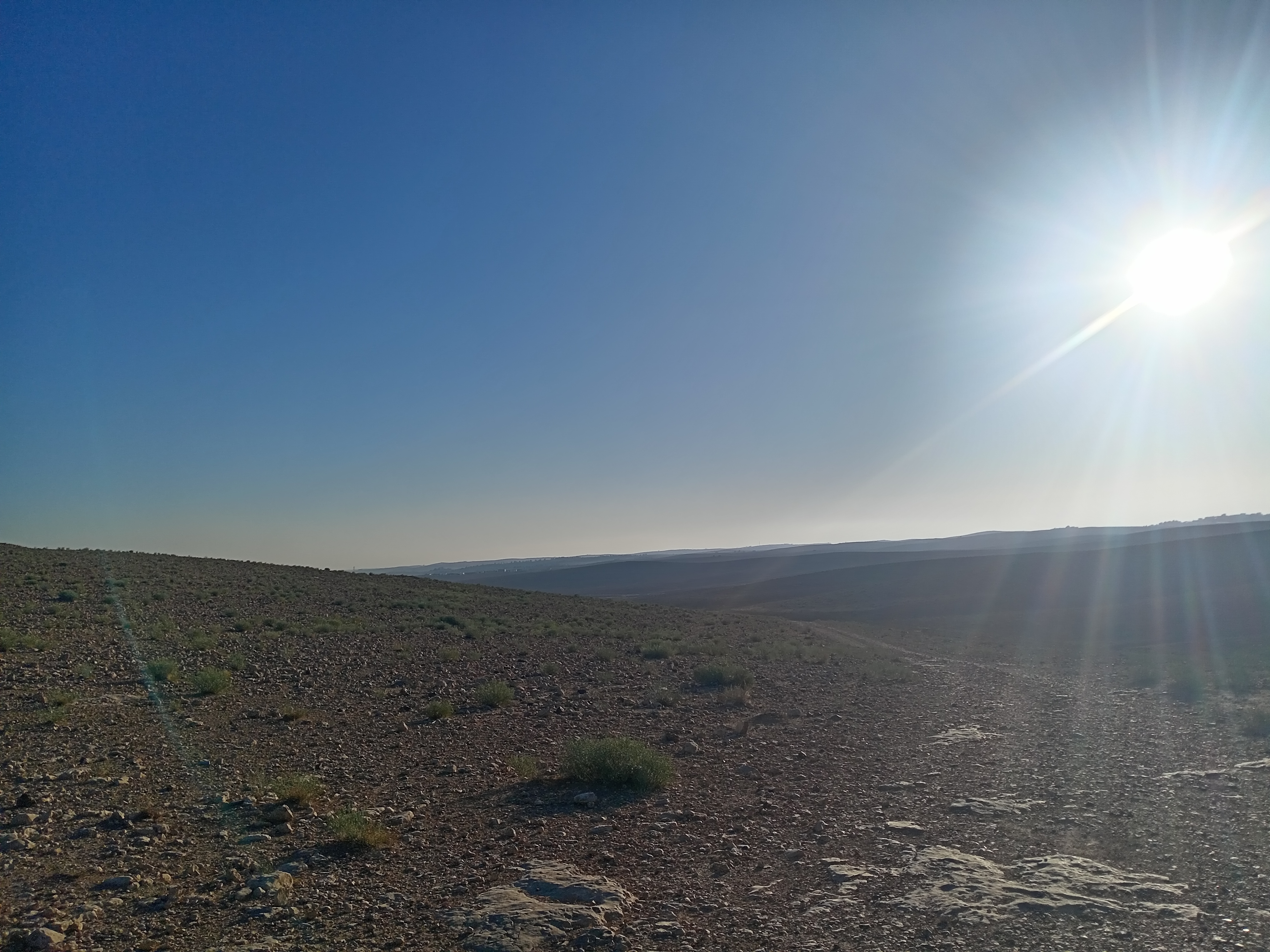
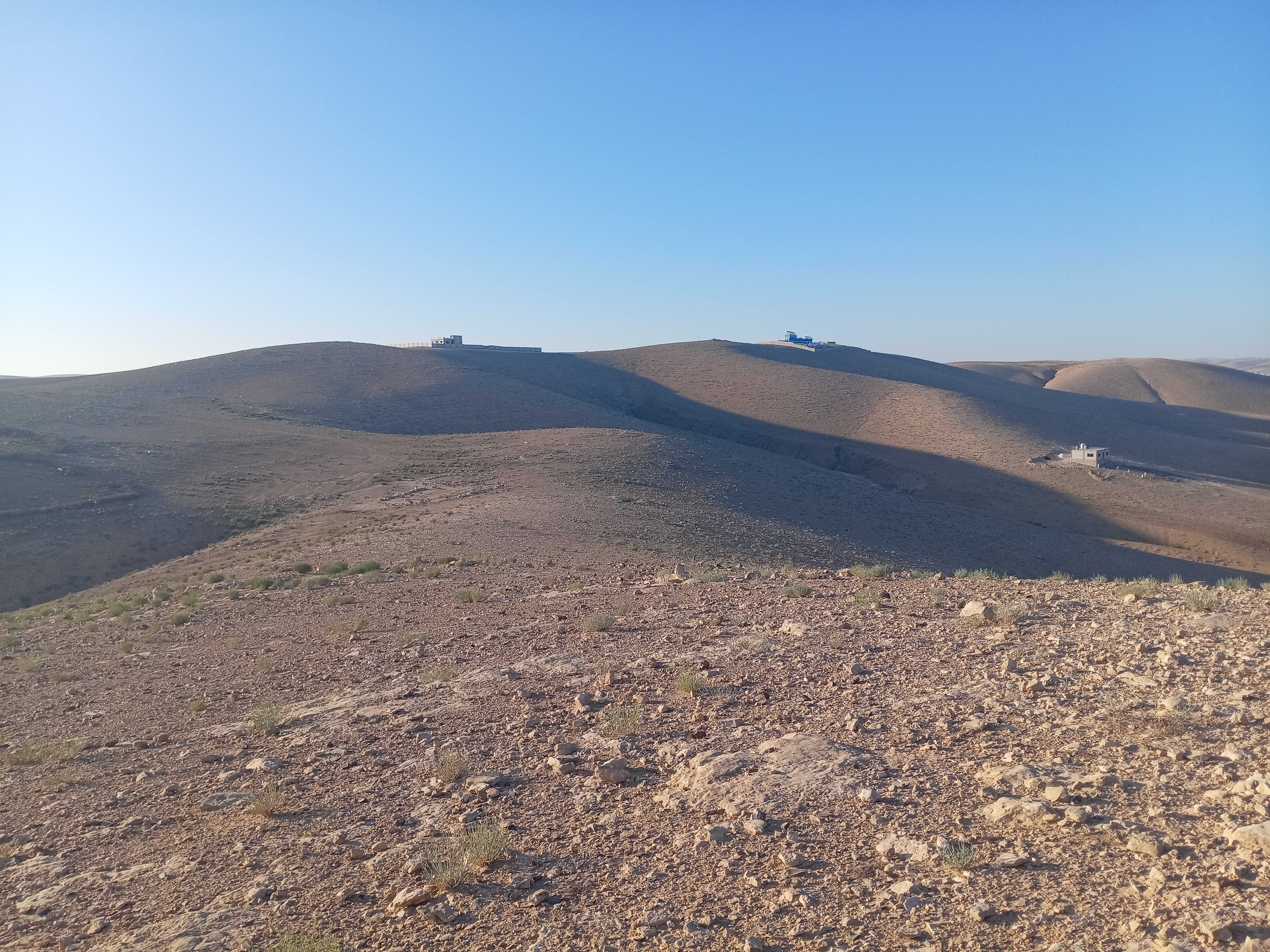
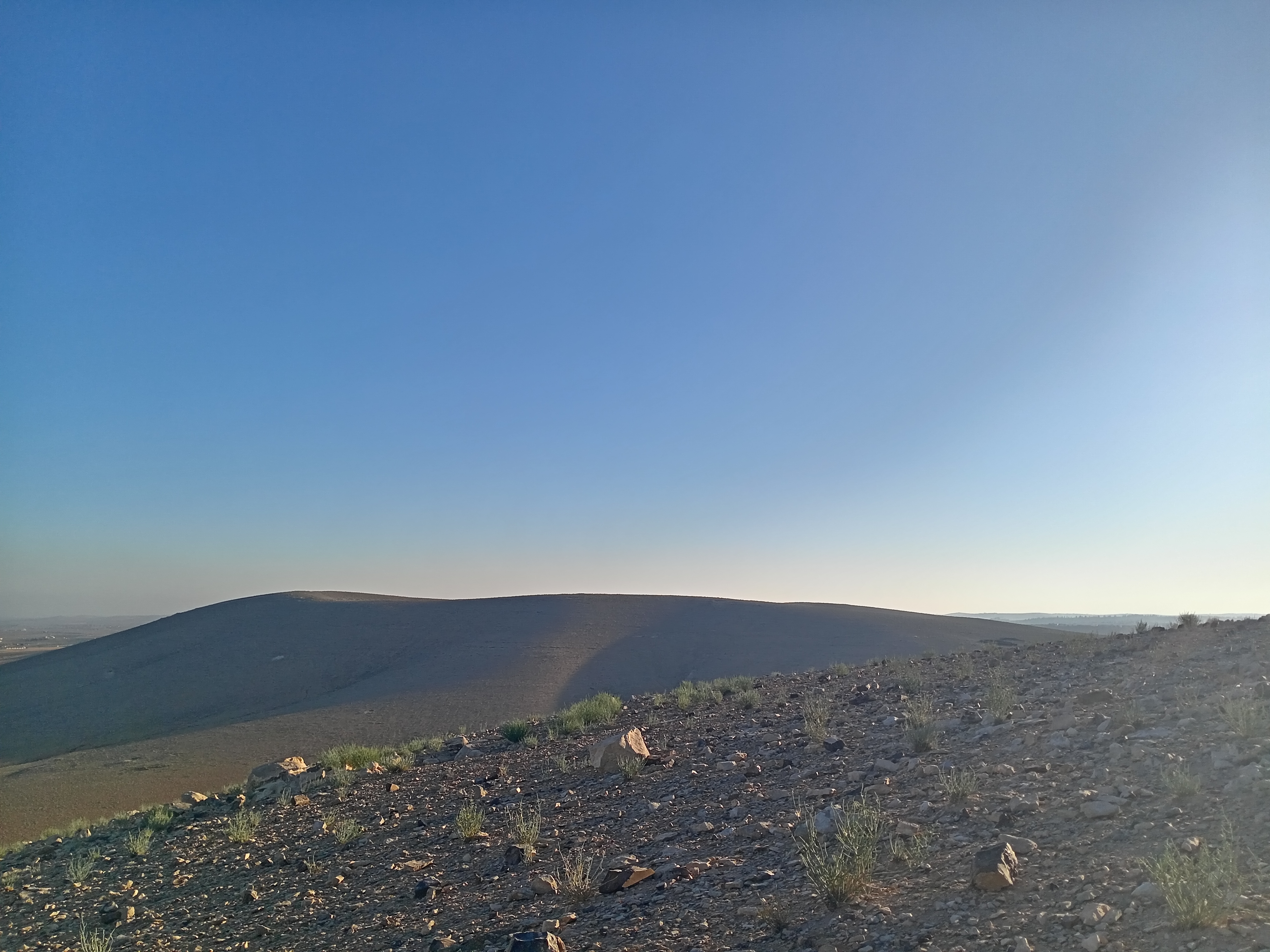
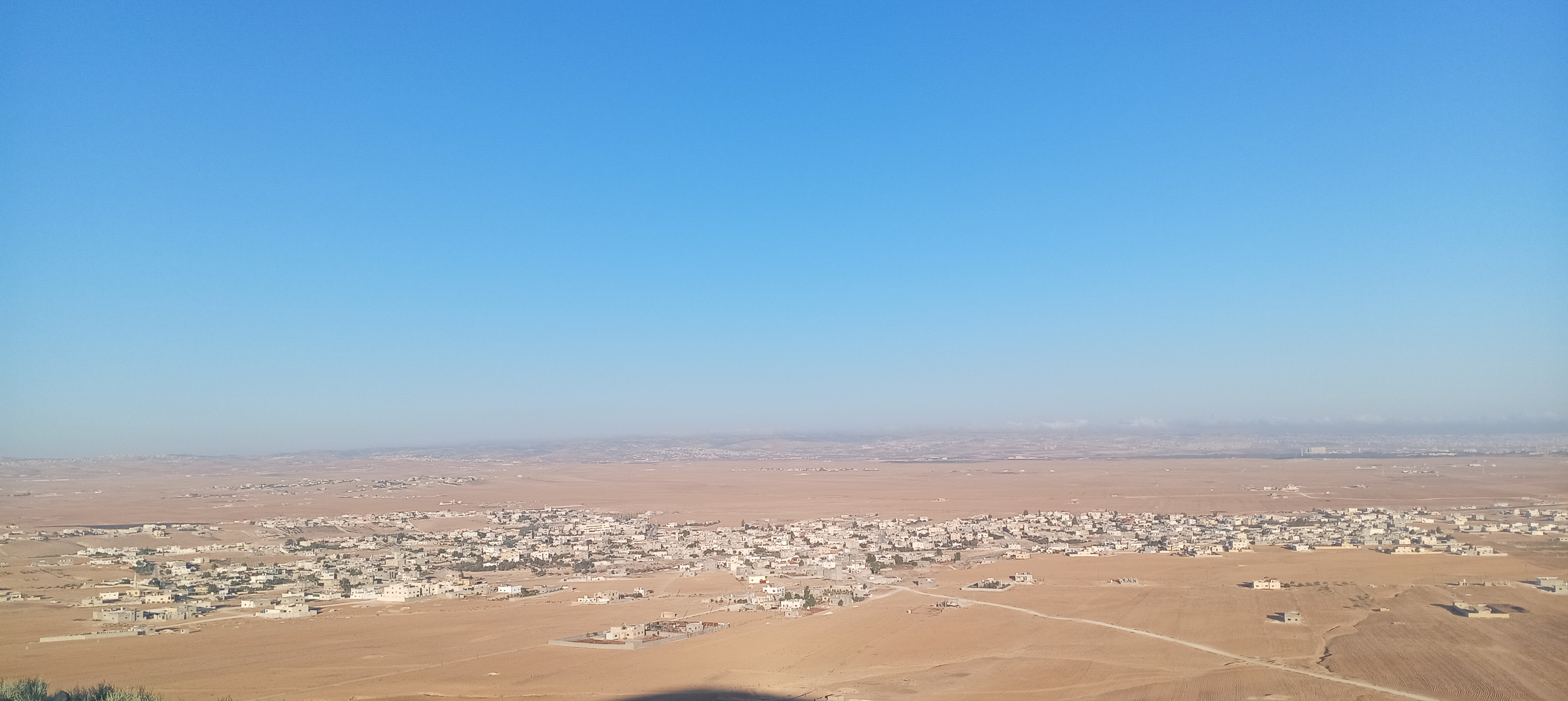
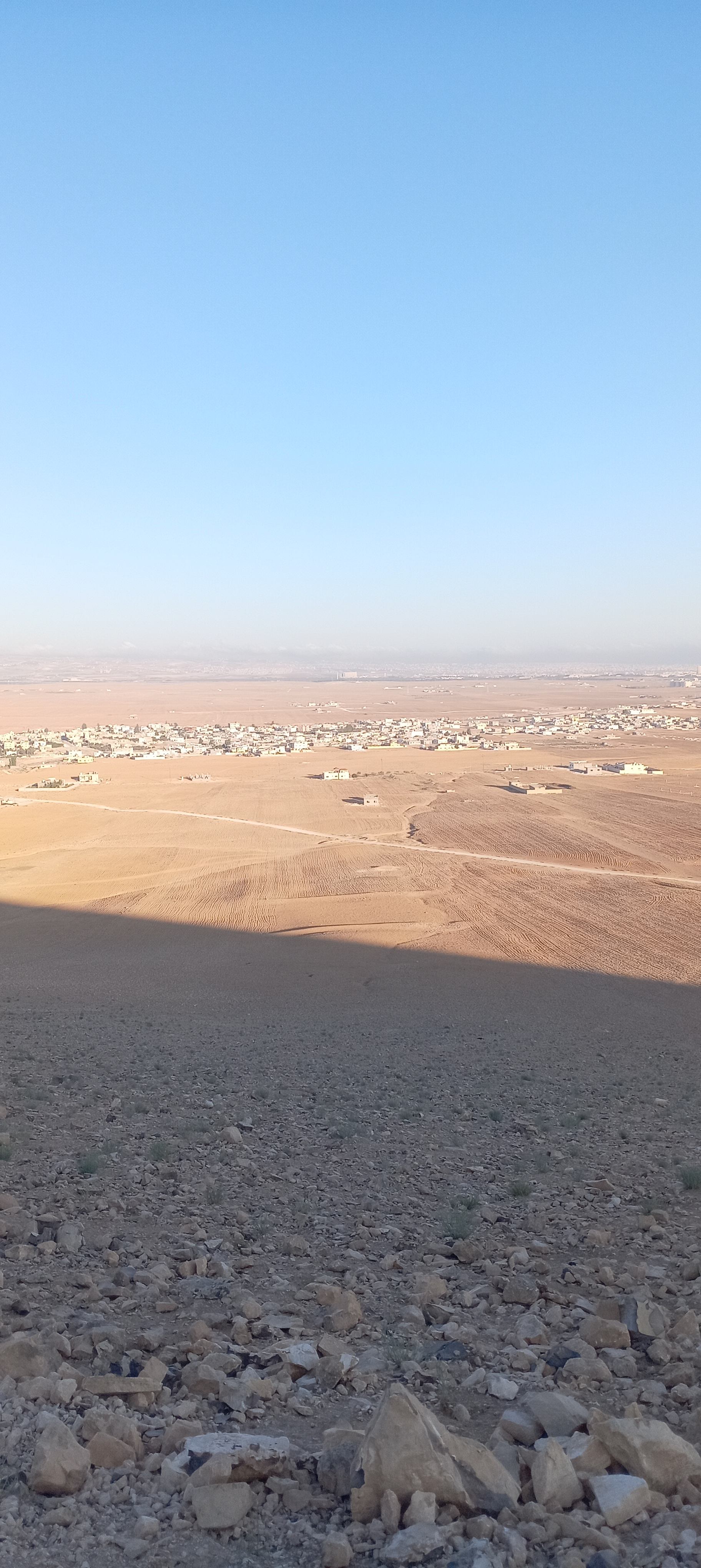
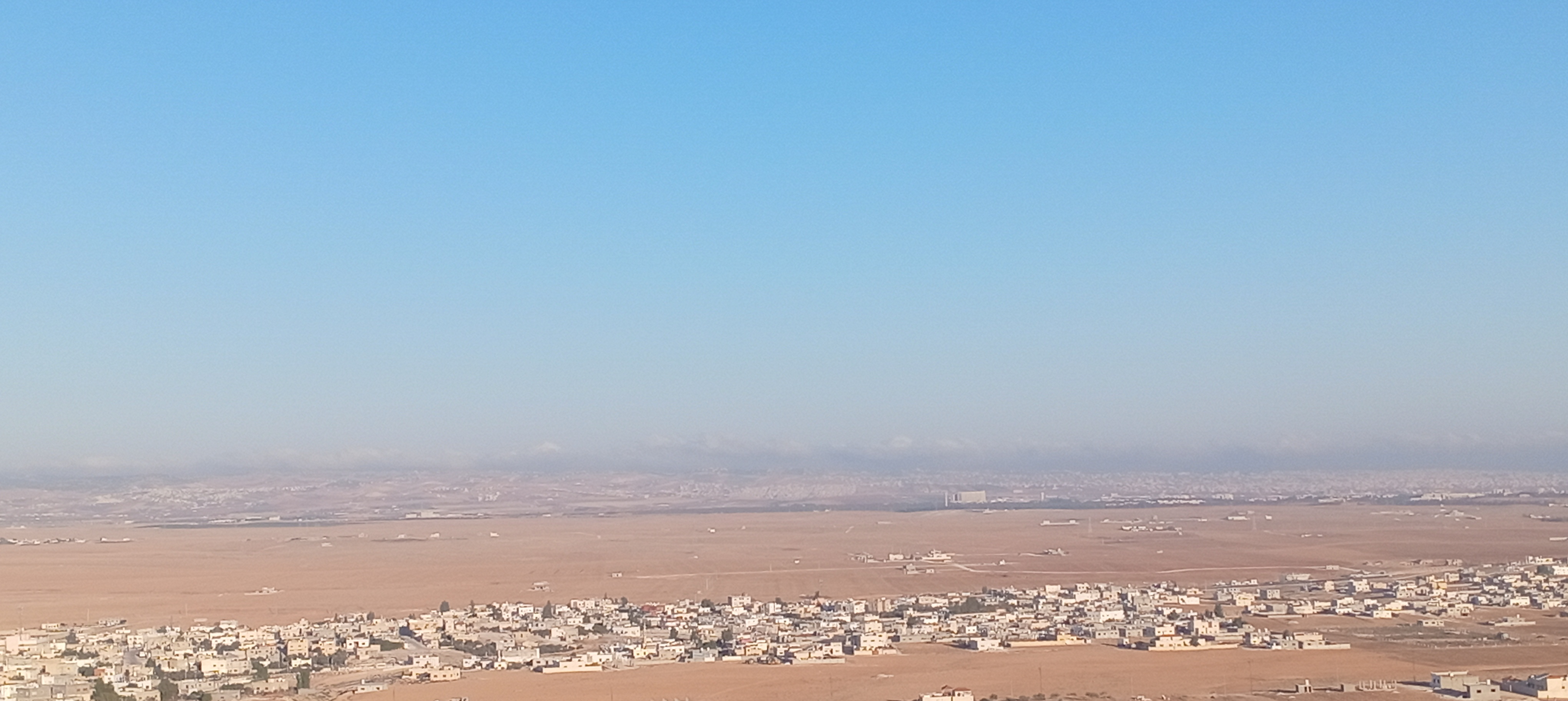
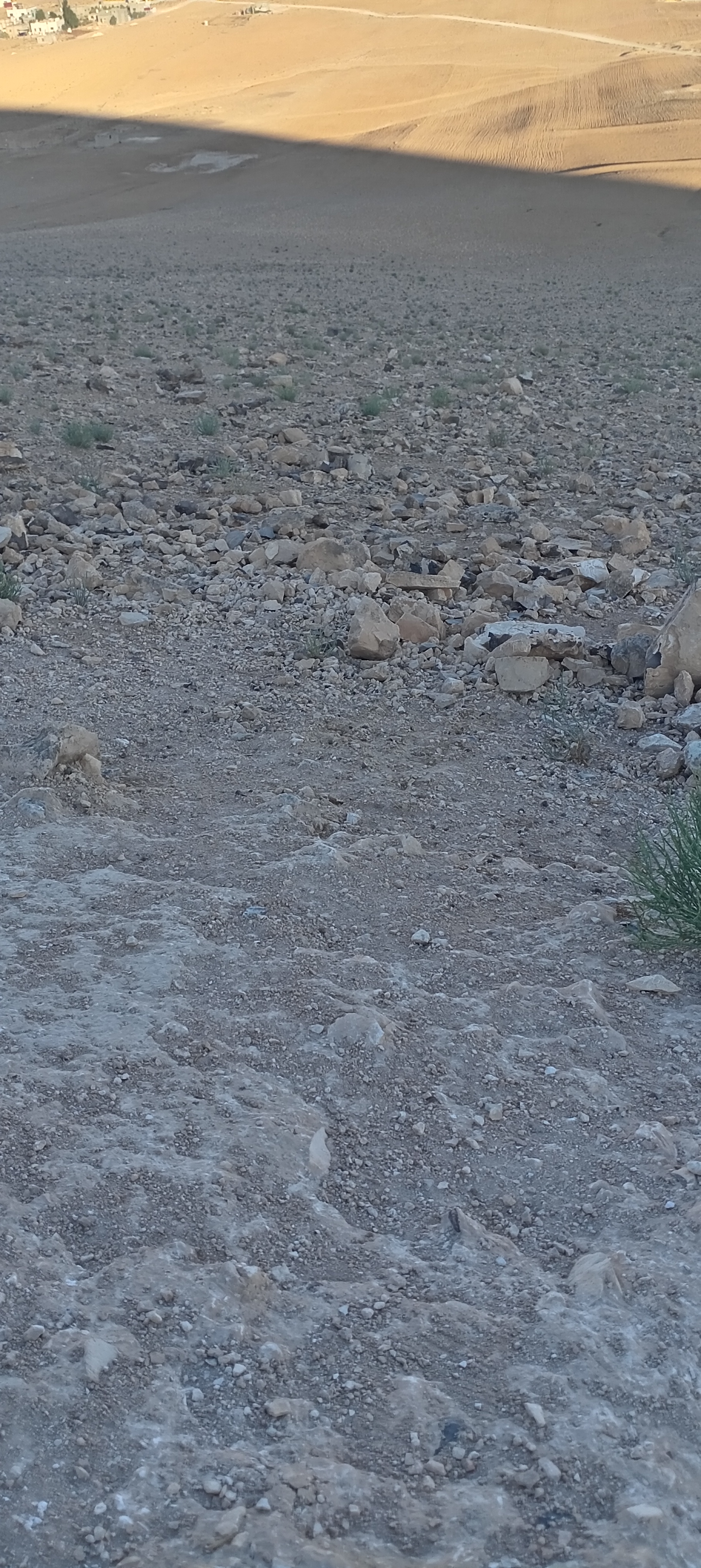
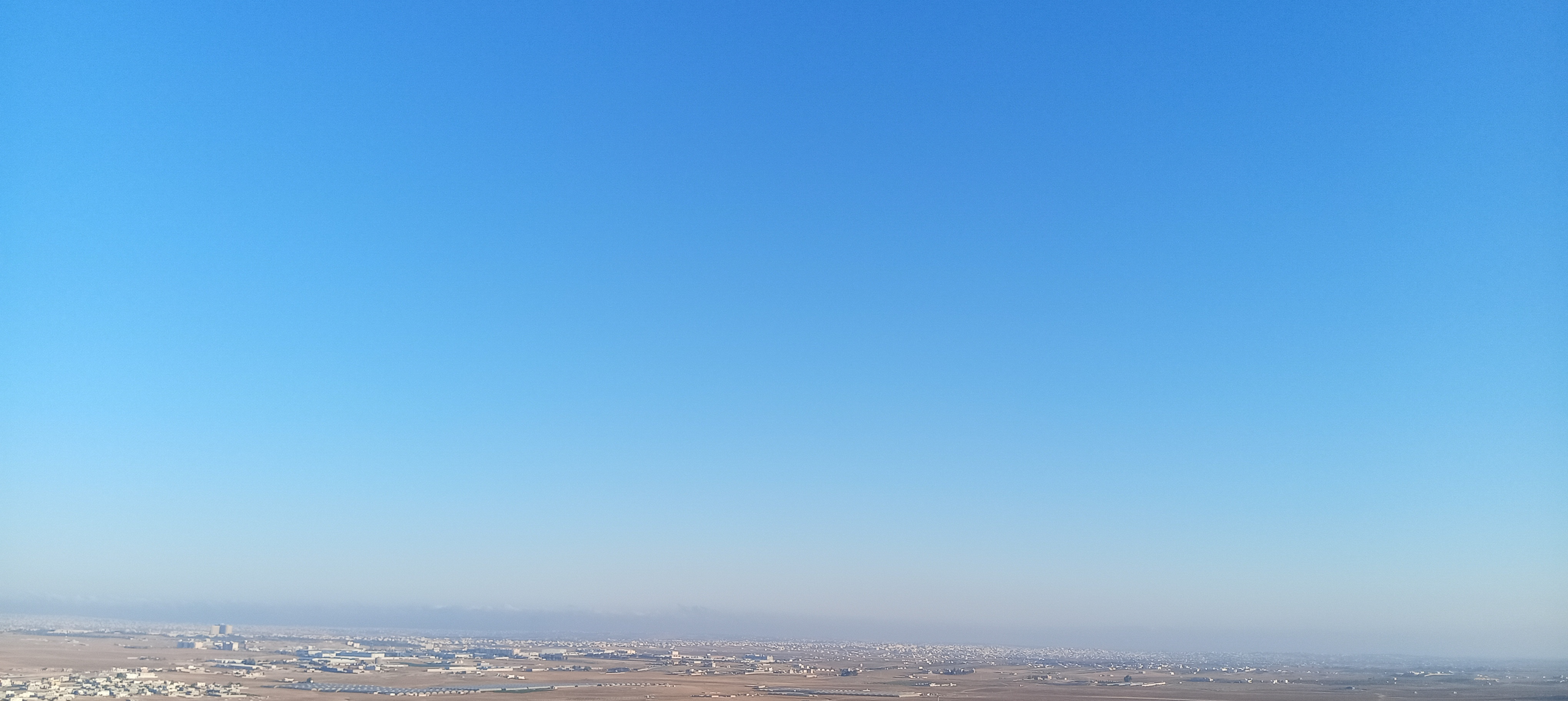
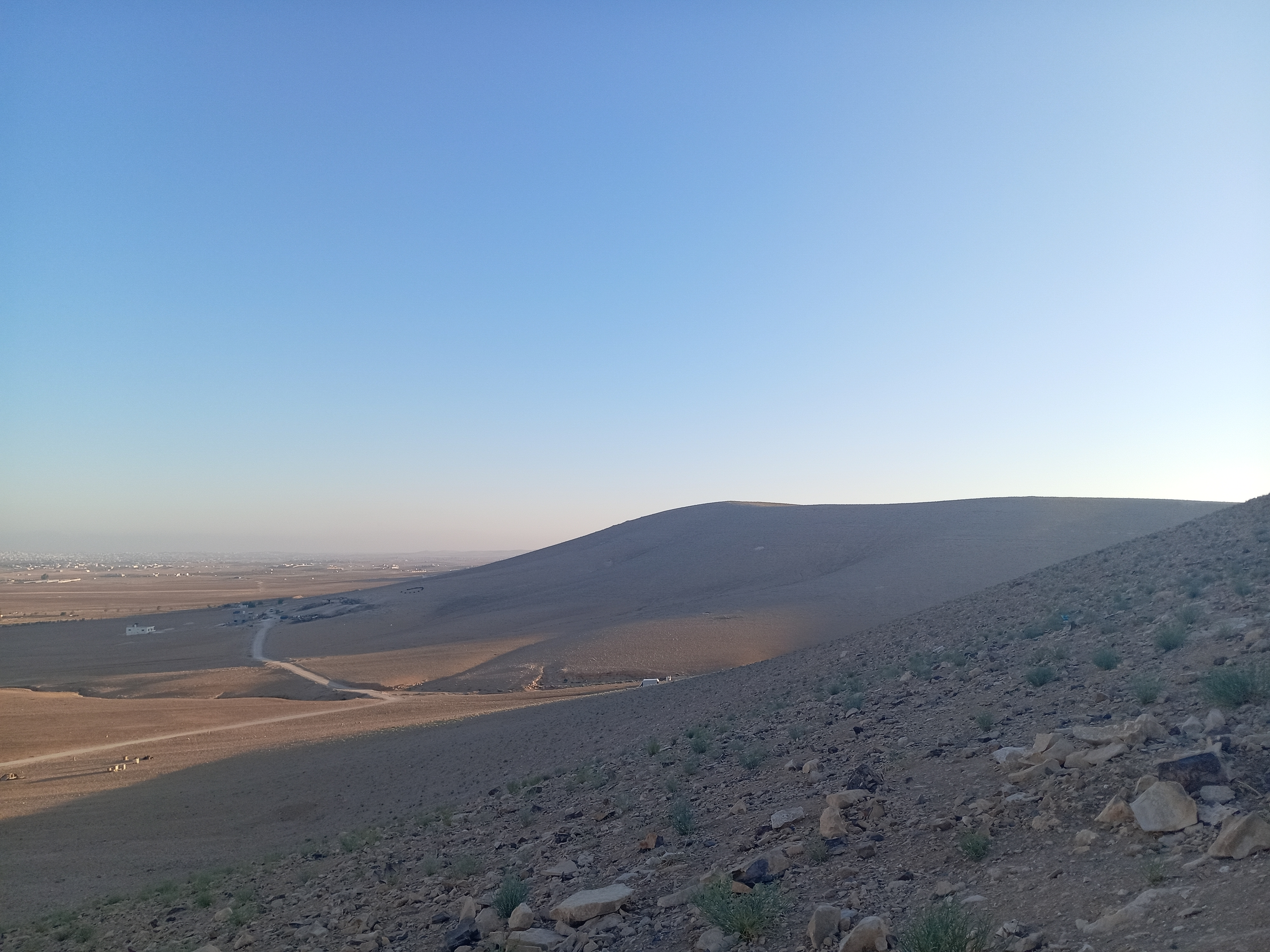

## روابط خارجية
- فيديو لبرنامج تلفزيوني (صوت الناس) على التلفزيون الأردني عام 2013